# ジェイ・デヴィッドソン
ジェイ・デヴィッドソン（Jaye Davidson、本名：アルフレト・アメイ、Alfred Amey、1968年3月21日 - ）は、アメリカ合衆国生まれのイングランドの俳優、モデル。ジェイ・デイヴィッドソンとも表記される。
1992年の映画『クライング・ゲーム』のディル役で知られ、その演技で第65回アカデミー賞の助演男優賞にノミネートされた。これはアフリカ系イギリス人（非白人）として初のノミネートであった。

## 略歴
カリフォルニア州リバーサイドでガーナ人の父とイングランド人の母の間に生まれるが、2歳半の時に家族でイギリスに移住し、イングランド・ハートフォードシャーで育つ。
16歳で学校を辞めた後、アルバイトで不安定な生活を送る。後にファッションデザイナーとして働くようになっていたころ、デレク・ジャーマン監督の映画『エドワードII』（1991年）の打ち上げパーティで見出され、演技経験がないにもかかわらず、『クライング・ゲーム』（1992年）のディル役に抜擢される。この作品で第65回アカデミー賞の助演男優賞にノミネートされ、世界的に名を知られるようになる。また、同作では第27回全米映画批評家協会賞助演男優賞や第46回英国アカデミー賞助演男優賞にもノミネートされた。
その後、ファッションモデルとして活動する一方、俳優としては1994年のSF映画『スターゲイト』で悪役の太陽神「ラー」を演じた。この作品を最後に俳優を引退し、ファッション業界に戻ったが、2009年の短編映画『The Borghilde Project』でナチの写真家を演じている。
映画俳優としてデビューした当時は中性的で両性具有的な外見であったが、2010年現在、（伝統的な意味での）男性的な外見になっている。

## 主な出演作品
- クライング・ゲーム The Crying Game (1992)
- スターゲイト Stargate (1994)